# William Dunn Moseley
William Dunn Moseley (1. února 1785 – 4. ledna 1863) byl americký politik, člen Demokratické strany. Narodil se v Severní Karolíně, kde působil v senátu tohoto státu. Později se přestěhoval na Floridu, která se v roce 1845 stala státem USA. Téhož roku byl zvolen prvním guvernérem Floridy, tuto funkci vykonával v letech 1845 až 1849 a vedl při tom ustanovení nové státní vlády.

## Mládí a vzdělání
William Dunn Moseley se narodil 1. února 1795 v okrese Lenoir v Severní Karolíně. Byl synem Matthewa a Elizabeth Herring Moseleyových, kteří v tomto okrese postavili výstavní vilu Moseley Hall, v níž se William narodil. On i jeho otec byli vzdálenými potomky Williama Moseleyho, přistěhovalého předka, obchodníka a člena Londýnské společnosti obchodních dobrodruhů. Ten obchodoval v Rotterdamu, než v roce 1649 přišel do Virginie. Usadil se v dnes už neexistujícím okrese Lower Norfolk a zde postavil rodové sídlo Greenwich na řece Elizabeth. Tento dům byl později známý jako Rolleston Hall; v době americké občanské války šlo o poslední rezidenci virginského guvernéra Henryho A. Wisea.
V roce 1818 Moosley úspěšně absolvoval Severokarolínskou univerzitu v Chapel Hill. Roku 1821 získal na stejné univerzitě titul magistra. Během studií byl spolubydlícím Jamese K. Polka, budoucího prezidenta USA.

## Osobní život
V roce 1822 se Moseley oženil se Susan Hillovou, se kterou měli celkem šest dětí: Williama Greena Moseleyho, Elizabeth H. Moseleyovou, Susan Hill Moseleyovou, Alice Hill Moseleyovou, Alexandera Moseleyho a Matthewa Moseleyho. Susan Hill Moseley zemřela v březnu 1842 nedlouho poté, co se Moseleyovi přestěhovali na Floridu.

## Kariéra

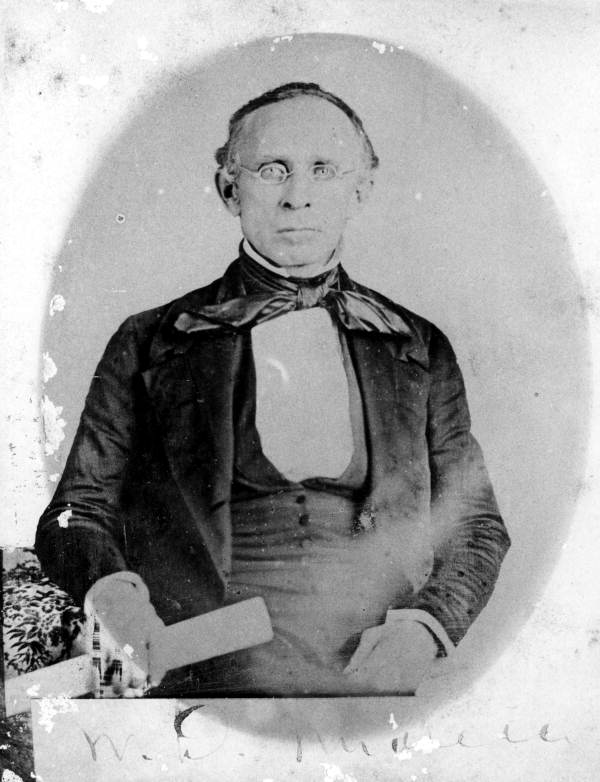
Moseleyho portét

V roce 1817 se William D. Moseley stal učitel na univerzitě. Po studiích práv byl přijat do advokátní komory a začal vykonávat právnickou praxi ve Wilmingtonu. Vedle advokacie se, jako mnoho tehdejších právníků, věnoval také zemědělství a výuce. 
V letech 1829 až 1837 zastupoval okres Lenoir v senátu Severní Karolíny, kde byl v letech 1832 až 1835 čtyřikrát zvolen předsedou. Nominaci domácí Demokratické strany na pozici guvernéra Severní Karolíny však o tři hlasy nezískal.

Floridská vlajka užívaná během Moseleyho inaugurace v roce 1845. Tou dobou ještě Florida neměla oficiálně přijatou vlajku.

V roce 1835 se Moseley s rodinou přestěhoval k jezeru Miccosukee v okrese Jefferson na Floridě, kde si zakoupil plantáž. Roku 1840 byl zvolen do floridské teritoriální Sněmovny reprezentantů a v roce 1844 získal místo ve floridském teritoriálním Senátu. Dne 3. března 1845 byla Florida přijata jako 27. stát Unie. V prvních celostátních volbách téhož roku Moseley zvítězil nad Richardem Keithem Callem, bývalým guvernérem Floridského teritoria, a stal se tak prvním guvernérem státu Florida. Funkci převzal 25. června 1845.
Během svého funkčního období založil novou státní správu a během jeho prvního roku v úřadu byla dokončena budova floridského Kapitolu. V časech americko-mexické války vedl floridské vojenské jednotky; ta se na Floridě těšila přízni, vzhledem k tomu, že ji plantážníci na jihu vnímali jako příležitost získat území, kde by bylo možné rozšířit otrokářství.
Moseley se také zabýval konflikty mezi bílými osadníky a Seminoly, kteří po přesunu mnoha jejich příslušníků na území západně od řeky Mississippi zůstali v jižní oblasti parku Everglades. Podporoval rozvoj zemědělství, zejména pěstování citrusů, avokáda, tabáku a bavlny. Za jeho působení postavila federální vláda pevnost Fort Jefferson na korálových útesech u jižního pobřeží Floridy a Fort Clinch na ostrově Amelia. Tato opevnění měla chránit americké území před evropskými státy, které stále vlastnily kolonie v Karibiku. Podporoval práva jednotlivých států USA v celostátním měřítku a prosazoval zavedení státem financovaných veřejných škol, což byl na jeho dobu krok nepříliš populární.
Po skončení svého úřadu, omezeného ústavou na jedno funkční období, se Moseley 1. října 1849 vrátil zpět na svou plantáž. O dva roky později se usadil ve městě Palatka v okrese Putnam, kde pěstoval citrusy. Zemřel 4. ledna 1863 a je pohřben na hřbitově West View v Palatce.
Po smrti si jeho dcery nechaly na základě daguerrotypie vytvořit Moseleyho portrét, který následně věnovaly do galerie státních portrétů ve floridském Kapitolu.